# فريما أجيمان
فريما أجيمان (بالإنجليزية: Freema Agyeman)‏ هي ممثلة بريطانية، ولدت في 20 مارس 1979 بلندن في المملكة المتحدة.

## أعمال

### مسلسلات
- دكتور هو
- سينسايت
- نيو امستردام

## وصلات خارجية
- فريما أجيمان على موقع IMDb (الإنجليزية)
- فريما أجيمان على موقع ألو سيني (الفرنسية)
- فريما أجيمان على موقع ميوزك برينز (الإنجليزية)
- فريما أجيمان على موقع أول موفي (الإنجليزية)
- فريما أجيمان على موقع قاعدة بيانات الفيلم (الإنجليزية)
- فريما أجيمان على موقع كينوبويسك (الروسية)